# Oleksij Neižpapa
Oleksij Leonidovyč Neižpapa (in ucraino Олексій Леонідович Неїжпапа?; Sebastopoli, 9 ottobre 1975) è un ammiraglio ucraino.
Dal giugno 2020 ricopre l'incarico di comandante della marina militare ucraina.

## Biografia
Diplomatosi presso l'Istituto navale di Sebastopoli nel 1997, ha prestato servizio sulla fregata Sebastopol', sulla corvetta Luc'k e sulla nave Slavutyč. Ricoprì l'incarico di vicecomandante della base meridionale della marina ucraina dal 2006 al 2007. Dal luglio 2012 al 2015 è stato il primo vice capo di stato maggiore del comando delle forze navali dell'Ucraina.
Nel 2015 si è laureato presso l'Università di difesa dell'Ucraina.
L'11 giugno 2020 il presidente Volodymyr Zelens'kyj lo ha nominato comandante della marina militare ucraina. Due giorni dopo l'affondamento della nave ammiraglia della flotta del Mar Nero l'incrociatore Moskva, Neižpapa è stato promosso al grado di viceammiraglio.